# Creu de terme de l'abat Joan de Guimerà
La creu de terme de l'abat Joan de Guimerà és una creu de terme de Poblet, al municipi de Vimbodí i Poblet (Conca de Barberà) situada a la plaça de la Corona d'Aragó, davant del Reial Monestir de Santa Maria de Poblet.

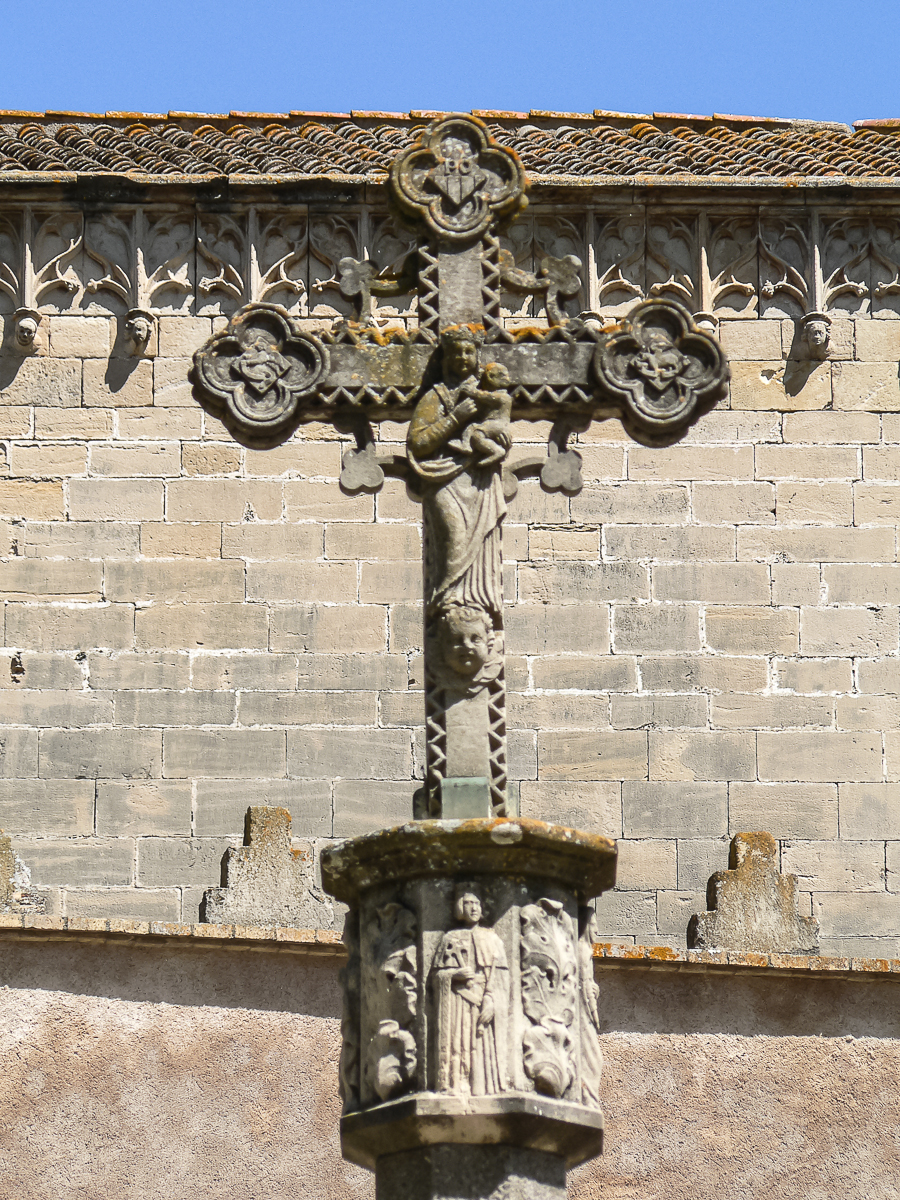
Detall de la creu

## Descripció
És una creu de pedra d'estil renaixentista situada sobre uns graons. Fust poligonal a la base del qual es poden veure les armes abacials de Joan de Guimerà i la data de 1568. Llanterna ornamentada amb motius florals i de caràcter religiós (entre les que es pot veure la figura d'un abat). Es corona amb una creu esculpida amb les imatges de Crist i de la Mare de Déu i ornamentada amb motius heràldics referits a Poblet.

## Història
L'abat Joan de Guimerà (1564-1583) va fer construir la creu. Inicialment era ubicada davant la Porta de Prades. Va desaparèixer durant l'exclaustració del segle xix. Eduard Toda la va adquirir a un antiquari de París. Durant uns anys va estar dipositada al castell d'Escornalbou. Posteriorment va ser instal·lada darrera la capella de Santa Caterina fins que, després de la Guerra Civil, fou instal·lada al seu lloc actual.